# Decazes
Decazes er en fransk adelsslægt, der også fører titel af dansk Hertug af Glücksbierg, med reference til Huset Glücksborg. Den 14. juni 1818 blev Élie Decazes (1780-1860) for sig og ægte descendenter udnævnt til dansk hertug af Glücksbierg med rang foran lensgrever. 

## Historie
Decazes er en fransk familie, som 1595 blev adlet af kong Henrik IV. Under kejser Napoleon kom Elias Decazes i hollandsk tjeneste og blev senere 1810 råd ved kassationsretten i Paris. Efter at Napoleon var kommet tilbage fra Elba, erklærede Decazes sin støtte til kong Ludvig XVIII og måtte flygte fra Paris. Efter kong Ludvigs tilbagekomst blev Decazes politichef og i 1815 af kong Ludvig ophøjet i grevestanden. Senere var han indenrigsminister og i forskellige høje embedsstillinger. 1820 blev han hertug af Decazes. Han blev gift med Egidia de Beaupoir, comtesse de St.-Atalaire-Glücksbierg (død 1873), en søsterdatterdatter af enkehertuginden af Slesvig-Holsten-Sønderborg-Glücksborg, Anna Caroline, født prinsesse af Nassau-Saarbrücken (31. december 1751 – 12. april 1824). Enkehertuginden var først gift med hertug Frederik Henrik Vilhelm af Slesvig-Holsten-Sønderborg-Glücksborg (1747-1779), og derefter med den danske general, hertug Frederik Carl Ferdinand af Braunschweig-Lüneburg-Bevern (død 1809). Hun var således reelt ikke af slægten Glücksborg, men blot enke efter den sidste hertug af Glücksborg.
Decazes ønskede nu at opnå titlen som Hertug af Holsten-Glücksburg, som i familien på spindesiden. Kong Frederik VI bevilgede ham titlen som Hertug af Glücksbierg med den betingelse, at han skulle købe godser i Danmark eller i hertugdømmet Slesvig. Decazes købte desuden gehejmestatsminister Niels Rosenkrantzs bolig i Dehns Palæ i Frederiksgade i København, men bosatte sig aldrig i Danmark. Han opfyldte heller aldrig forpligtelsen om at købe dansk gods. Bag hele affæren lå et storpolitisk og diplomatisk spil, idet man fra Danmarks side bl.a. håbede, at Decazes ville blive udenrigsminister, hvilket også skete. Kongens reskript lød:
| Citat | Frederik VI, af Guds Naade etc. Vor synderlig Gunst! Vi give Eder herved tilkiende, at det har behaget Os paa Enkehertuginden af Brunsvig-Lüneborg Bevern, Hendes Begiering, at meddele Grev Elias de Gazes Pair af Frankrige, kongelig fransk Minister, Stats Secretair og Politiminister, som ægter Enkehertugindens Søsterdatters Datter, Comtesse de St. Aulaire Indfødsret i Vore Stater, med Titel af Hertug af Glucksbierg og med Rang over Vore Lehns Grever, hvilken Titel og Rang skal gaae i Arv paa hans mandlige Afkom i nedstigende Linie. Ligeledes have vi bestemt, at indtil et Gods, som skal have Navn af Glucksbierg, kan ved Kiøb i Vort Kongerige Danmark eller i Vort Hertugdømme Slesvig af Enke-Hertuginden tilveiebringes, for at oprettes til et Lehn for Familien de Cazes, indskydes af Hendes Durchlauchtighed i Vor Kasse en Sum af Tree Hundrede Tusinde Franker, hvoraf indtil Godset er kiøbt, af bemeldte Vor Kasse svares lovmæssige Renter, og har i Anledning heraf Vort danske Cancellie at foranstalte de fornødne Expeditioner. | Citat |
|       | |       |

Hans broder Joseph Léonard Decazes (1783–1868) blev ophøjet til vicomte af Decazes for sig og sine efterkommere. Såfremt Élie Decazes efterkommere dør ud, skal den hertugelige titel gå over på hans broders afkom.
Senere hertuger af Glücksbierg:
- 1860-1886 Louis-Charles-Élie-Amanien Decazes (1819-1886), fransk udenrigsminister
- 1886-1912 Jean-Élie-Octave-Louis-Sévère-Amanien Decazes (1864-1912), fransk atlet
- 1912-1941 Louis Jean Victor Sévère Decazes (1889-1941)
- 1941-2011 Élie Ludovic Henri Christian Decazes (1914-2011)
- 2011- Louis Frédéric René Marie Édouard Decazes (født 1946)